# Archidiecezja Quito
Archidiecezja Quito (łac. Archidioecesis Quitensis) – rzymskokatolicka archidiecezja w Ekwadorze. Została erygowana w 1546. W 1848 podniesiona do rangi archidiecezji. Arcybiskup Quito jest prymasem Ekwadoru.

## Ordynariusze

### Biskupi Quito
- García Díaz Arias (1546 - 1562)
- Pedro de la Peña O.P. (1565 - 1583)
- Antonio de San Miguel Avendaño y Paz O.F.M. (1588 - 1590)
- Luis López de Solís O.S.A. (1592 - 1605)
- Salvador Ribera y de Avalos O.P. (1605 - 1612)
- Alfonso de Santillán y Fajardo O.P. (1616 - 1620)
- Francisco de Sotomayor O.F.M. (1623 - 1628)
- Pedro de Oviedo y Falconí O.Cist. (1628 - 1645)
- Agustín de Ugarte y Sarabia (1648 - 1650)
- Alfonso de la Peña Montenegro (1653 - 1687)
- Sancho Pardo de Andrade de Figueroa y Cárdenas (1688 - 1702)
- Diego Ladrón de Guevara (1704 - 1710)
- Luis Francisco Romero (1717 - 1725)
- Juan Gómez de Neva y Frías (1725 - 1729)
- Pedro Ponce de León y Carrasco (1762 - 1775)
- Blas Manuel Sobrino y Minayo (1776 - 1788)
- José Pérez y de Calama (1789 - 1792)
- Miguel Alvarez y Cortez (1795 - 1801)
- José Cuero y Caicedo (1802 - 1815)
- Leonardo Santander y Villavicencio (1818 - 1824)
- Rafael Lasso de la Vega y Chiriboga (1828 - 1831)
- Nicolás Joaquín de Arteta y Calisto (1833 - 1848)

### Arcybiskupi Quito
- Francisco Xavier de Garaycoa (1851 - 1868)
- José Ignacio Checa y Barba (1868 - 1882)
- José Ignacio Ordóñez y Lasso (1882 - 1893)
- Pedro Rafael González y Calisto (1893 - 1905)
- Federico González y Suárez (1905 - 1917)
- Manuel María Pólit y Laso (1918 - 1932)
- kard. Carlos María De la Torre (1933 - 1967)
- kard. Pablo Muñoz Vega S.J. (1967 - 1985)
- kard. Antonio José González Zumárraga (1985- 2003)
- kard. Raúl Eduardo Vela Chiriboga (2003 - 2010)
- Fausto Trávez Trávez O.F.M. (2010 – 2019)

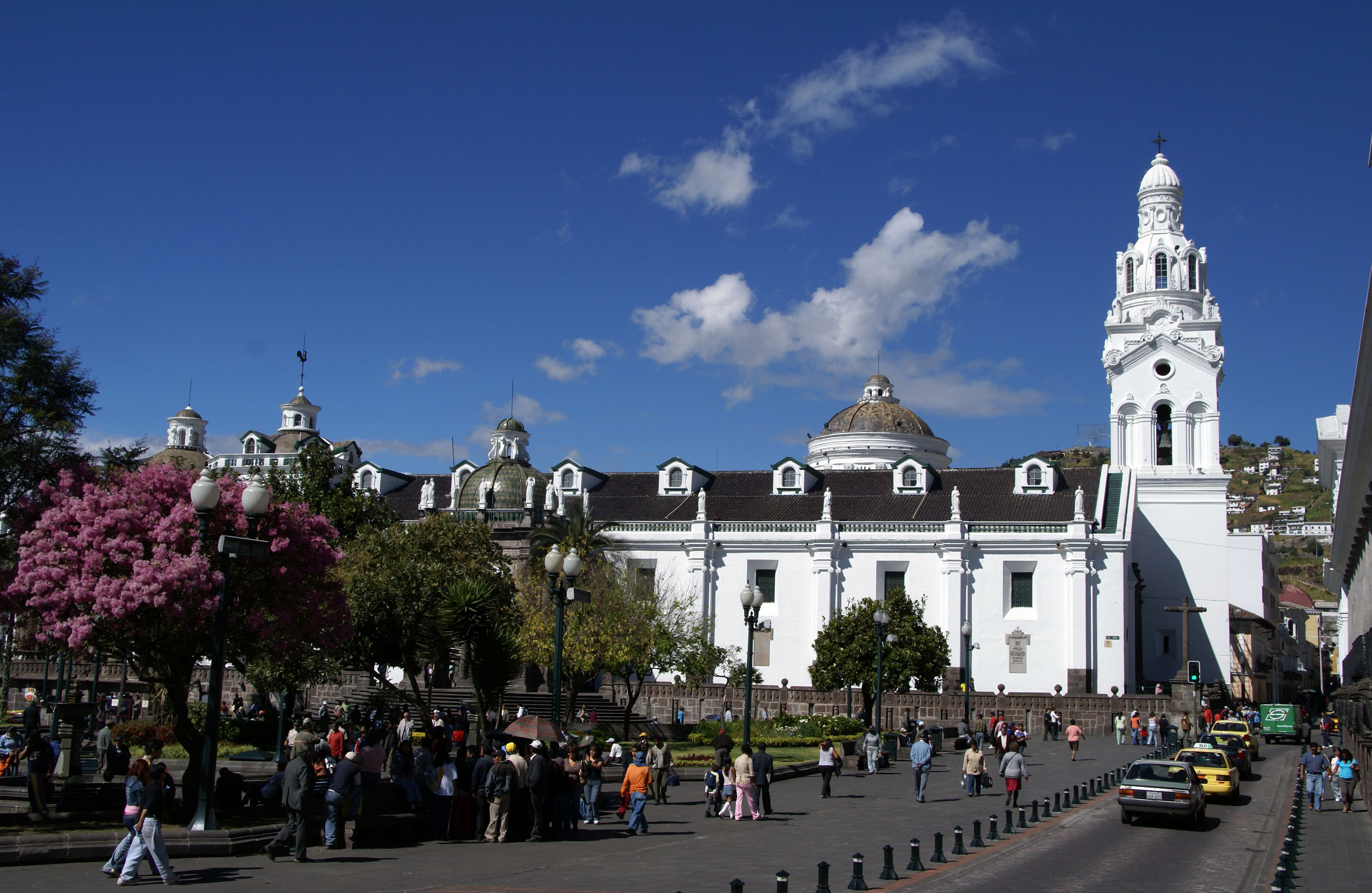
Katedra metropolitalna w Quito

- Alfredo Espinoza Mateus (od 2019)